# 斯蓬加诺
斯蓬加诺（義大利語：Spongano），是意大利莱切省的一个市镇。总面积12平方公里，人口3799人，人口密度316.6人/平方公里（2009年）。ISTAT代码为075078。